# Strażnica WOP Kostrzynek
Strażnica Wojsk Ochrony Pogranicza Stara Rudnica/Kostrzynek – zlikwidowany podstawowy pododdział graniczny Wojsk Ochrony Pogranicza pełniący służbę ochronną na granicy polsko-niemieckiej.

## Formowanie i zmiany organizacyjne
Strażnica została sformowana w 1945 w strukturze 11 komendy odcinka jako 55 strażnica WOP (Rudnica)o stanie 56 żołnierzy. Kierownictwo strażnicy stanowili: komendant strażnicy, zastępca komendanta do spraw polityczno-wychowawczych i zastępca do spraw zwiadu. Strażnica składała się z dwóch drużyn strzeleckich, drużyny fizylierów, drużyny łączności i gospodarczej. Etat przewidywał także instruktora do tresury psów służbowych oraz instruktora sanitarnego.
Od stycznia 1951 strażnica podlegała dowódcy 121 batalionu WOP. 
Od 15 marca 1954 wprowadzono nową numerację strażnic, a 55 strażnica WOP Stary Kostrzynek III kategorii otrzymała nr 53. 
W 1956 rozpoczęto numerowanie strażnic na poziomie brygady. Strażnica Kostrzynek Stary II kategorii była 25. w 9 Brygadzie Wojsk Ochrony Pogranicza.
Batalion WOP Mieszkowice został rozformowany w 1958 Strażnice rozformowanego batalionu podporządkowano 93 batalionowi w Słubicach(sic!). Strażnicę Kostrzynek przekazano z powrotem 12 Pomorskiej Brygadzie WOP i włączono w skład 122 batalionu WOP. Po reorganizacji batalionu Chojna w 1958 strażnica Kostrzynek posiadała numer 4.
Rozkazem organizacyjnym dowódcy WOP nr 0148 z 2.09.1963 przeformowano strażnicę lądową kategorii IV Kostrzynek na 18 strażnicę WOP rzeczną kategorii I.

## Ochrona granicy
W 1960 26 strażnica WOP IV kategorii Kostrzynek ochraniała odcinek granicy państwowej o długości 7642 m:
- Włącznie od znaku granicznego nr 620, wyłącznie do znaku gran. nr 631.

## Komendanci/dowódcy strażnicy
- por. Bolesław Bonczar (03.09.1945–03.03.1947)
- Józef Juchta (1.01.1949–16.06.1950)[12]
- Józef Tałaj (15.05.1951–31.05.1952)[13]
- ppor. Stanisław Kućka (1953–1956)[14]
- por. Eustachy Wołoszyn (1956–1959)[14]
- ppor. Jan Dąbrowski (1960–1966)[15]
- ppor. Piotr Iwaszkiewicz (od 1966).